# Аксёново (Щёлковский район)
Аксёново — деревня в Щёлковском районе Московской области России, входит в состав городского поселения Фряново. Население — 161 чел. (2010).

## География
Деревня Аксёново расположена на северо-востоке Московской области, в северо-восточной части Щёлковского района, примерно в 48 км к северо-востоку от Московской кольцевой автодороги и 34 км от одноимённой железнодорожной станции города Щёлково.
В 1 км севернее деревни проходит Фряновское шоссе Р110, в 10 км к северо-востоку — Московское большое кольцо А108, в 14 км к юго-западу — Московское малое кольцо А107, в 28 км к югу — Горьковское шоссе М7.
Ближайшие сельские населённые пункты — деревни Головино, Горбуны и Козино. Южнее деревни протекает река Дубенка, севернее — река Ширенка (бассейн Клязьмы).
К деревне приписаны садоводческое товарищество (СНТ) и территория Аксёновского лесничества.
Связана автобусным сообщением с рабочим посёлком Фряново, городами Москвой и Щёлково (маршруты № 27, 28, 35, 335).

## Население
| 1852 | 1859 | 1869 | 1886 | 1899 | 1926 | 2002 |
| ---- | ---- | ---- | ---- | ---- | ---- | ---- |
| 225  | ↘223 | ↘198 | ↗261 | ↘107 | ↗370 | ↘116 |
| 2006 | 2010 |      |      |      |      |      |
| ↗125 | ↗161 |      |      |      |      |      |

## История
В середине XIX века деревня Аксёнки владельцев Лазаревых относилась ко 2-му стану Богородского уезда Московской губернии, в деревне было 35 дворов, крестьян 112 души мужского пола и 113 душ женского.
В «Списке населённых мест» 1862 года — владельческая деревня 2-го стана Богородского уезда Московской губернии по левую сторону Стромынского тракта (из Москвы в Киржач), в 38 верстах от уездного города и 32 верстах от становой квартиры, при колодце, с 25 дворами и 223 жителями (110 мужчин, 113 женщин).
По данным на 1869 год — центр Аксёновской волости 3-го стана Богородского уезда с 48 дворами, 50 деревянными домами и 198 жителями (84 мужчины, 114 женщин), из которых 9 грамотных. В деревне находилось волостное правление, были хлебный запасный магазин, питейный дом и бумаготкацкое заведение. Имелось 25 лошадей, 48 единиц рогатого и 13 единиц мелкого скота.
В 1913 году — 43 двора, волостное правление, церковно-приходская школа, шёлковая фабрика Мариночева и Лаврентьева.
По материалам Всесоюзной переписи населения 1926 года — центр Аксёновского сельсовета Аксёновской волости Богородского уезда в 1 км от Фряновского шоссе и 39 км от станции Щёлково Северной железной дороги, проживало 370 жителей (175 мужчин, 195 женщин), насчитывалось 66 хозяйств (49 крестьянских), имелась школа 1-й ступени.
С 1929 года — населённый пункт Московской области в составе:
- Аксёновского сельсовета Щёлковского района (1929—1954)[18],
- Головинского сельсовета Щёлковского района (1954—1959, 1960—1963, 1965—1994)[19][20][21],
- Головинского сельсовета Балашихинского района (1959—1960)[19][22],
- Головинского сельсовета Мытищинского укрупнённого сельского района (1963—1965)[23],
- Головинского сельского округа Щёлковского района (1994—2006)[21],
- городского поселения Фряново Щёлковского муниципального района (2006 — н. в.)[24][25].